# Майкл Вауд
Майкл Вауд (англ. Michael Woud, нар. 16 січня 1999, Окленд) — новозеландський футболіст, воротар клубу «Віллем II».

## Клубна кар'єра
Народився 16 січня 1999 року в місті Окленд. 2016 року опинився а академії англійського «Сандерленд». Після припинення контракту з воротарем Мікою, Вауд став третім воротарем першої команди, втім так за неї жодної гри і не провів.
14 липня 2018 року підписав дворічну угоду з нідерландським «Віллемом II», кольори якої захищає й донині.

## Виступи за збірні
У складі юнацької збірної Нової Зеландії до 17 років взяв участь у юнацькому чемпіонаті Океанії 2015 року в Самоа, ставши переможцем турніру, а також юнацькому чемпіонаті світу 2015 року в Чилі, де команда дійшла до 1/8 фіналу.
У складі молодіжної збірної Нової Зеландії Вауд взяв участь в молодіжних чемпіонатах світу у 2017 та 2019 роках. Маючи право через своє походження грати як у збірній Нової Зеландії, так і Нідерландів, у серпні 2018 року Вауд був викликаний до молодіжної збірної Нідерландів до 20 років на товариський поєдинок з Португалією, однак Майкл відхилив цю пропозицію, щоб продовжити свою кар'єру в Новій Зеландії. 
7 червня 2018 року дебютував в офіційних матчах у складі національної збірної Нової Зеландії в товариській грі з Індією (2:1).
| Дата       | Місто  | Господарі | Результат | Гості         | Турнір           | Голи | Примітки |
| ---------- | ------ | --------- | --------- | ------------- | ---------------- | ---- | -------- |
| 07-06-2018 | Мумбаї | Індія     | 1 – 2     | Нова Зеландія | товариський матч | -1   |          |
| Усього     |        | Матчів    | 1         |               | Голів            | ?    |          |

### Міжнародні
Нова Зеландія U-17
- Переможець Юнацького чемпіонату ОФК: 2015

 Нова Зеландія U-20
- Переможець Молодіжного чемпіонату ОФК: 2016